# Hilarempis antenniseta
Hilarempis antenniseta är en tvåvingeart som beskrevs av Smith 1969. Hilarempis antenniseta ingår i släktet Hilarempis och familjen dansflugor. Inga underarter finns listade i Catalogue of Life.